# Mitreo di Duino
Il Mitreo di Duino è una cavità naturale ipogea dove si praticava il culto di dio Mitra, diffuso nel mondo romano dalla fine del I secolo sino all'affermazione del cristianesimo.
La grotta fu rinvenuta negli anni '70 nel carso triestino, a poche centinaia di metri dalle Bocche del Timavo in Friuli-Venezia Giulia a nord-nord-ovest nella località di Duino, nelle vicinanze del Villaggio del Pescatore. Essa è illuminata naturalmente dalla luce che riceve dall'ampia entrata. Al centro della grotta si trovano due banconi ed un'ara ricavata da un blocco di calcare grossolanamente squadrato.
Sulla parete in fondo si trova una lapide commemorale che rappresenta il dio Mitra mentre uccide il toro.
Nella grotta sono state trovate tante offerte: circa 400 monete, lucerne e un gran numero di vasetti.

## Galleria d'immagini

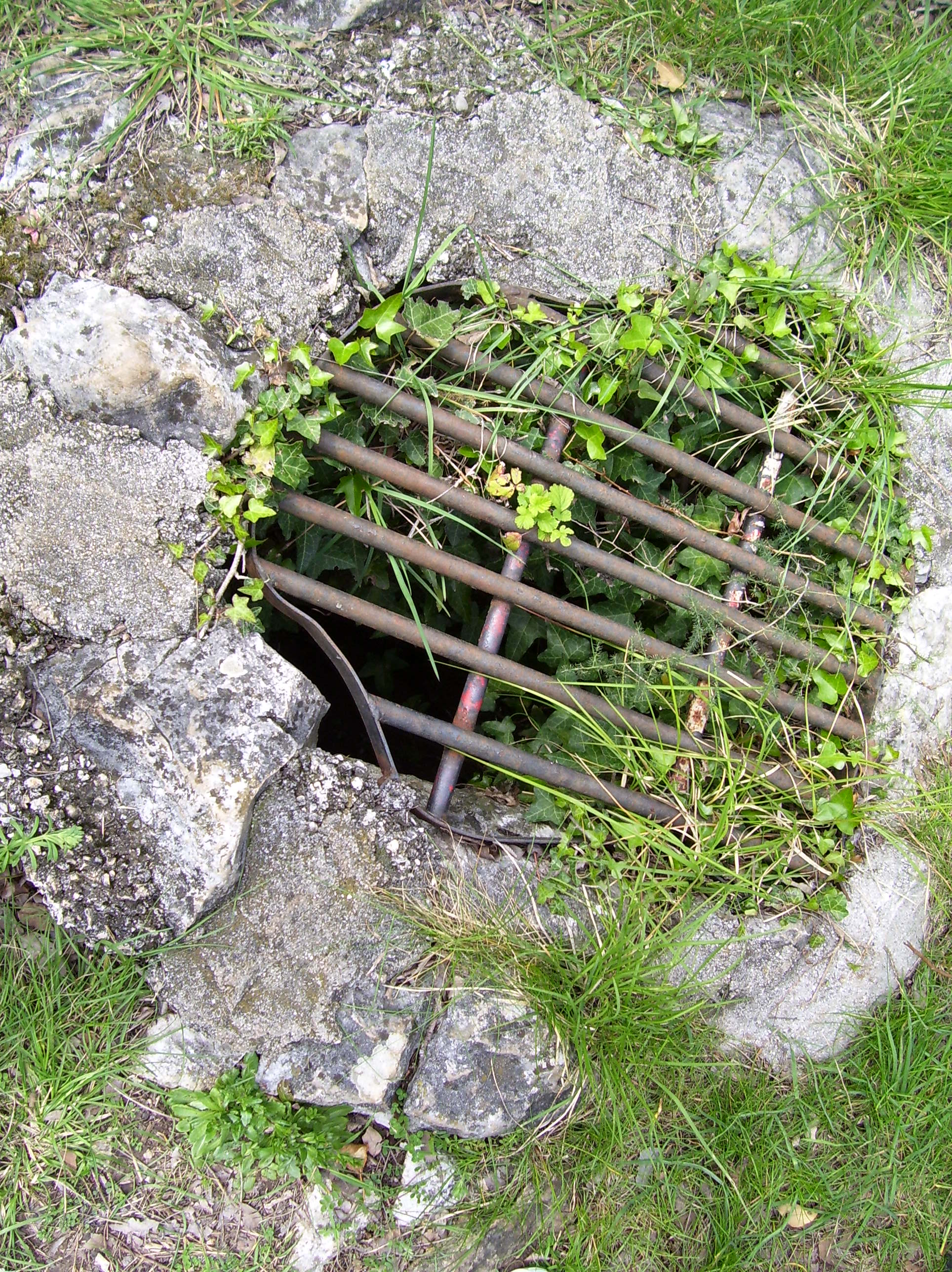
Pozzo all'entrata della grotta
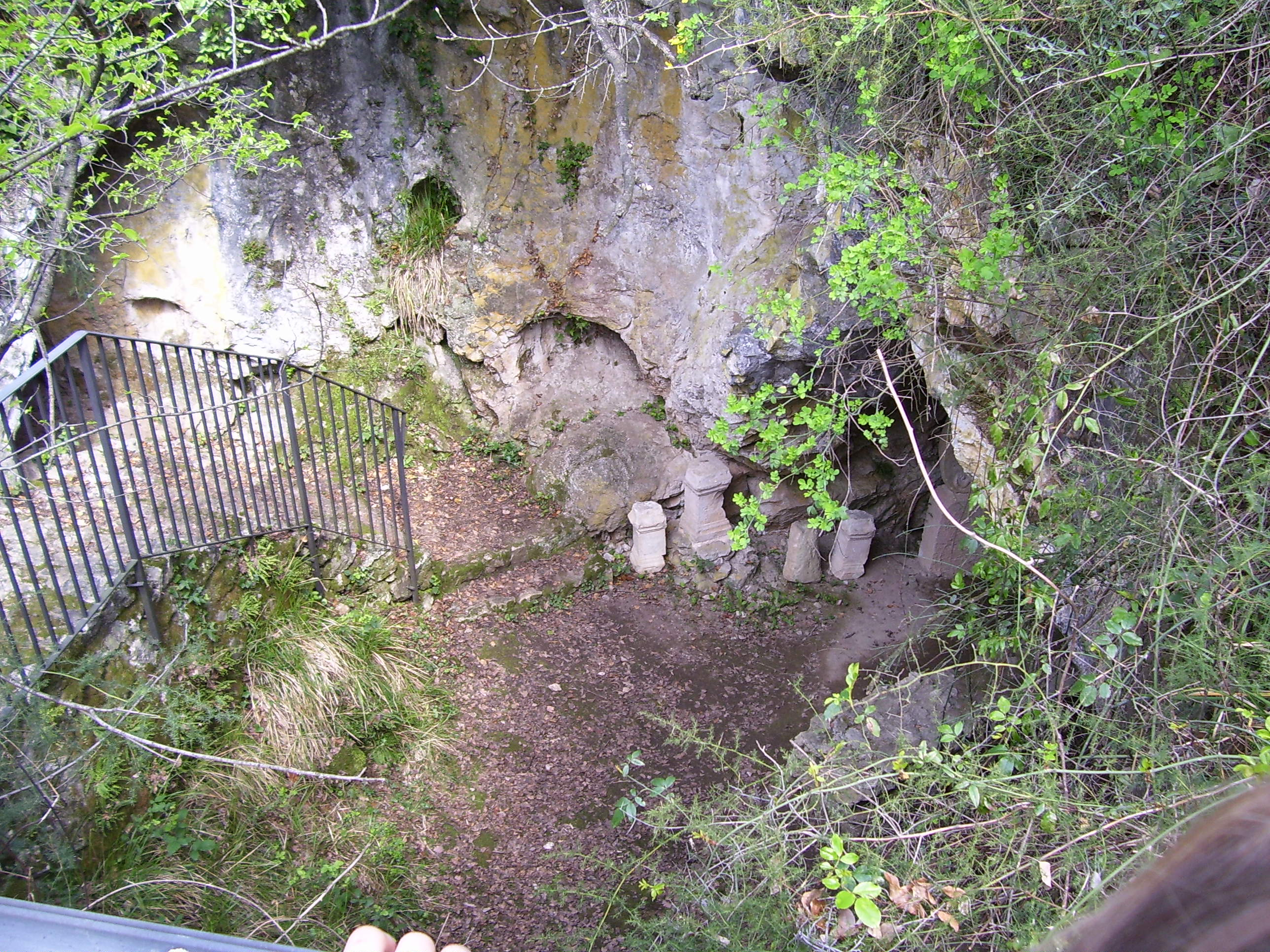
L'entrata della grotta
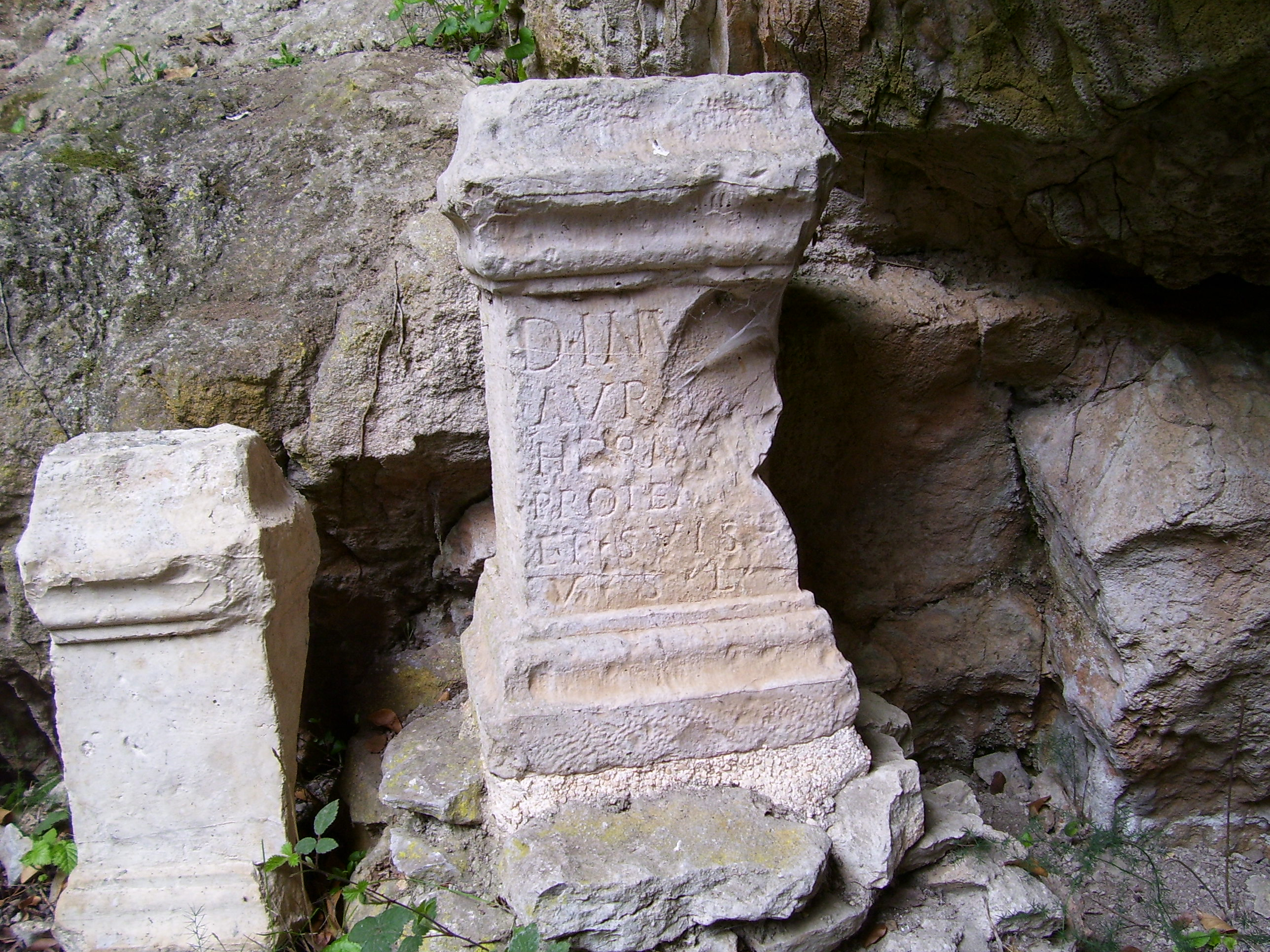
Lapidi all'entrata
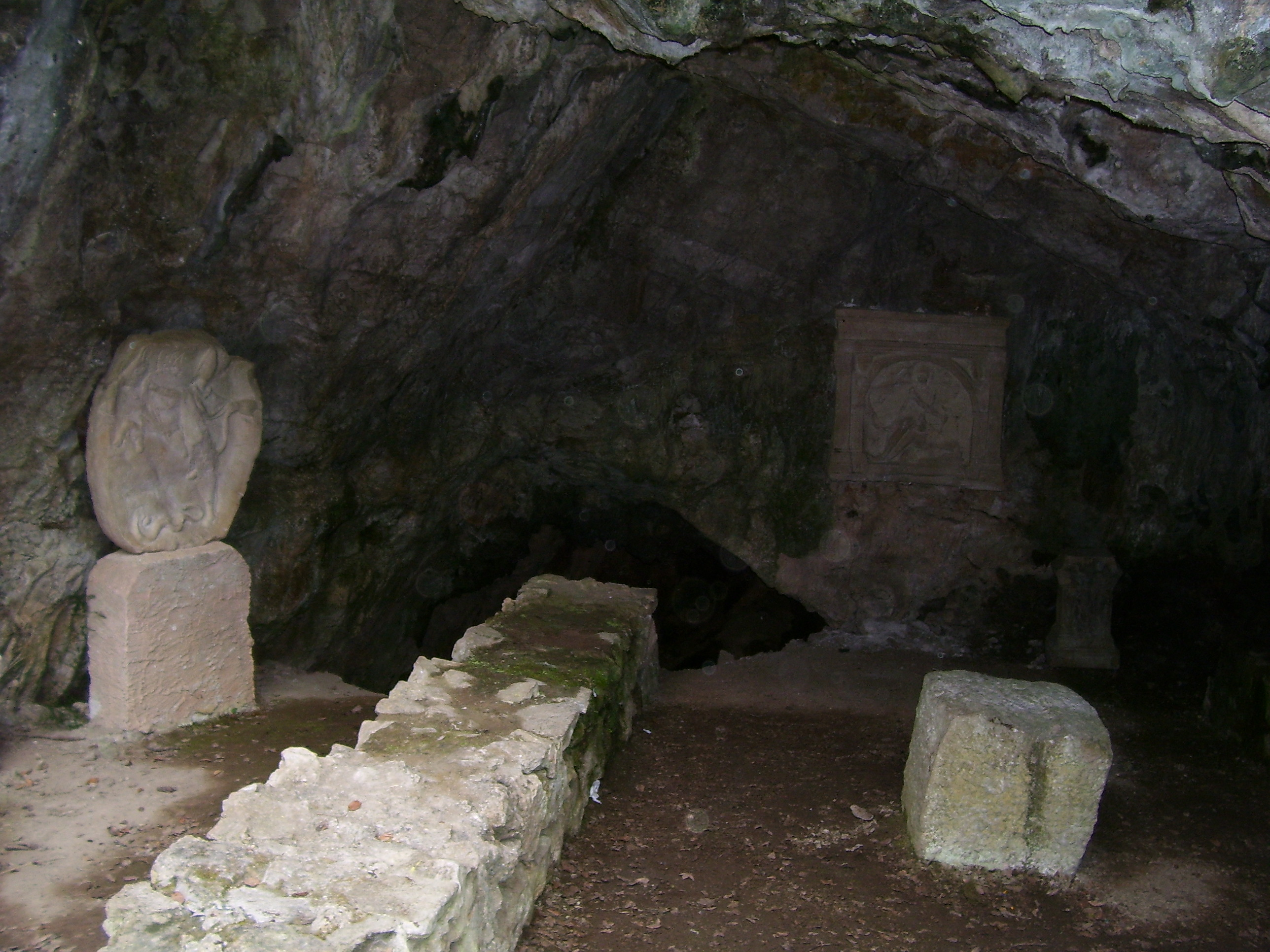
Altre lapidi all'entrata
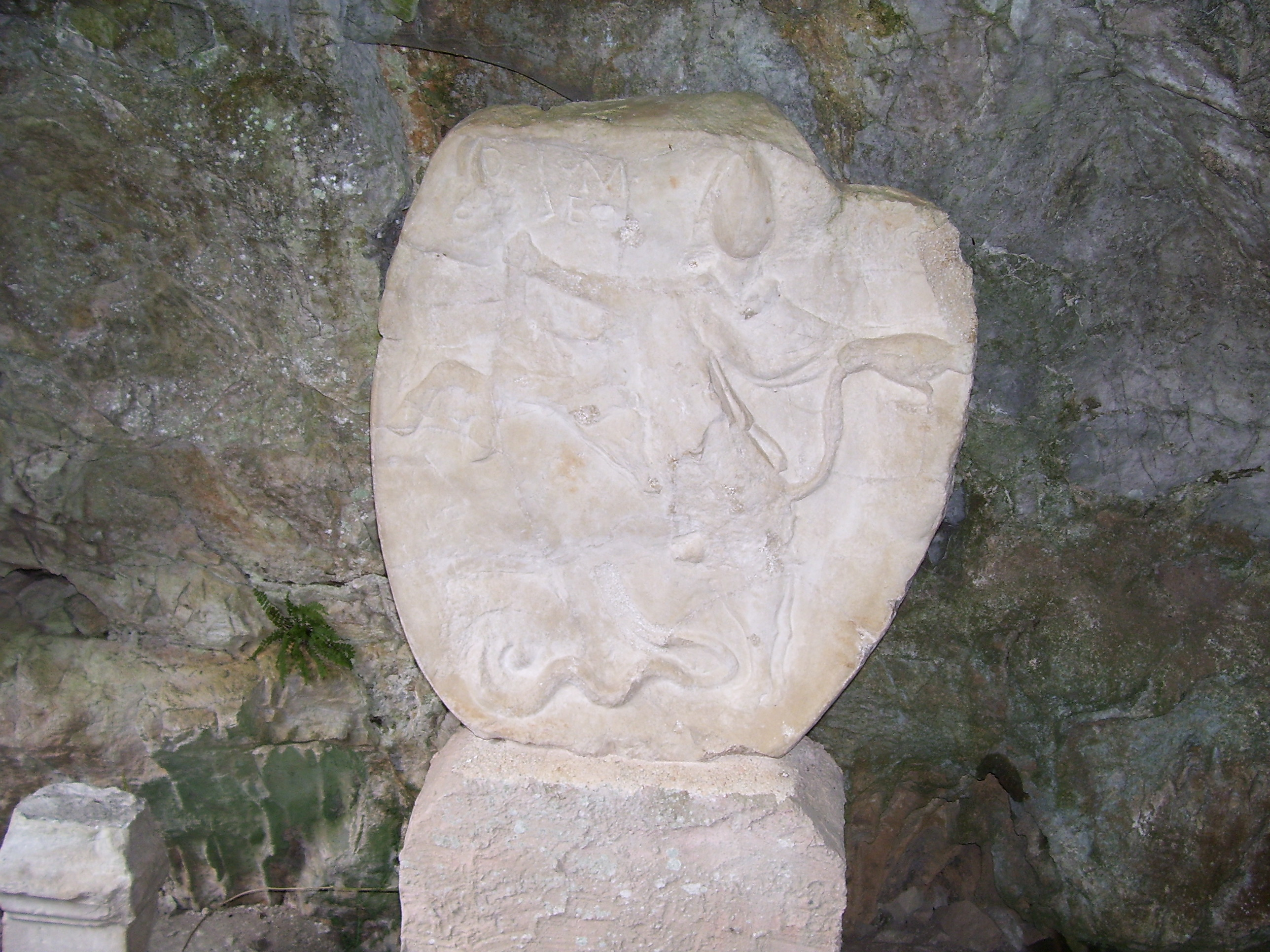
Lapide
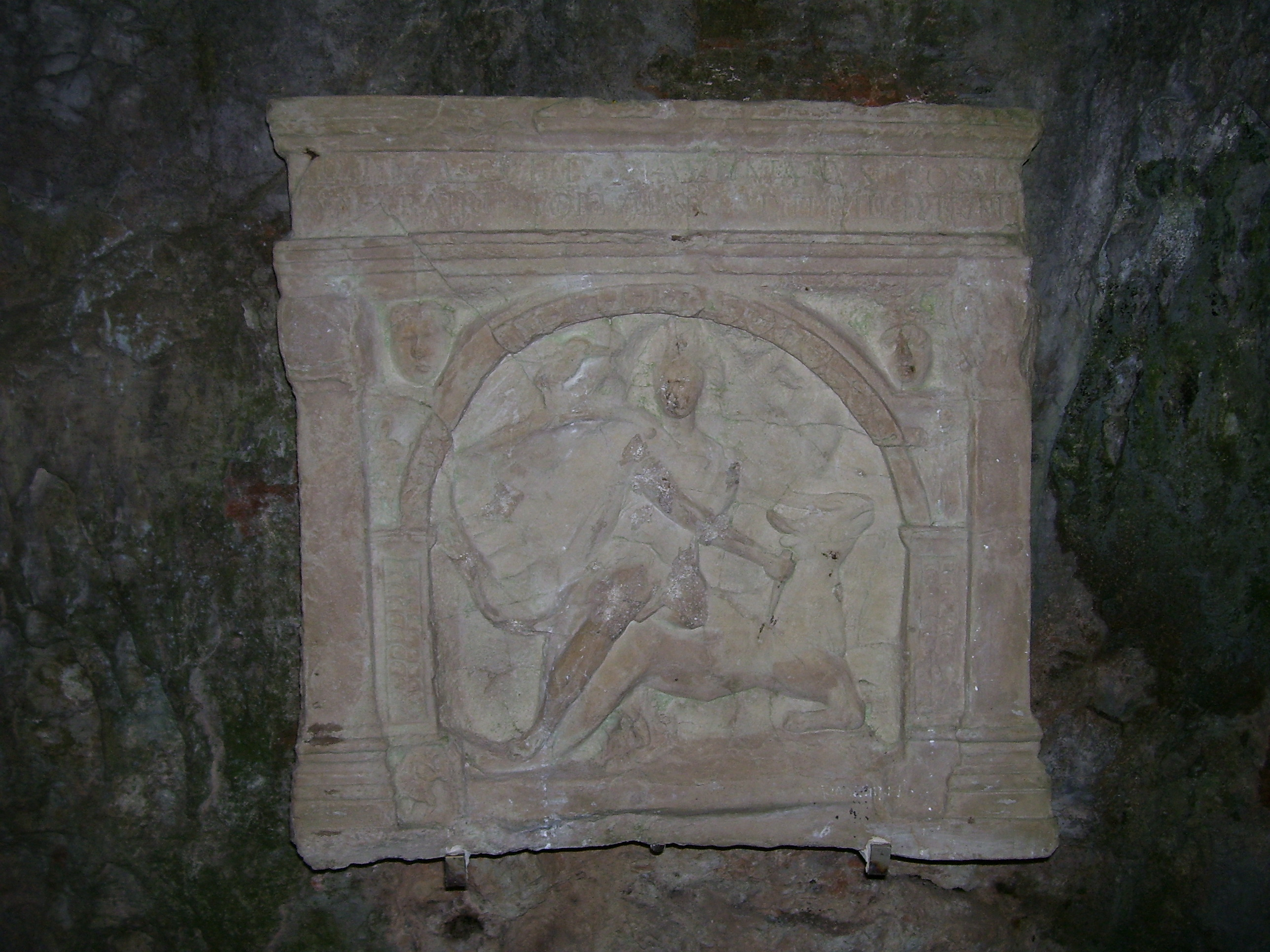
Lapide commemorale in centro di cava